# Elina Salo
Aino Elina Salo, född 9 mars 1936 i Sibbo, Finland, är en finländsk skådespelare. Hon debuterade 1956 i komedin En flicka kom och har sammanlagt medverkat i ett 80-tal film- och TV-produktioner.

## Filmografi (urval)
- 1957 – Herr krigsminister
- 1960 – Mysteriet Rygseck, kommissarie Palmu
- 1961 – Vem mördade fru Skrof?
- 1967 – En arbetares dagbok
- 1969–1970 – Mumintrollet (TV-serie)
- 1969 – Harry Munter
- 1971 – Greven
- 1973 – Gamen
- 1974 – Gangsterfilmen
- 1978 – Poeten och hans musa
- 1979 – Herr Puntila och hans dräng Matti
- 1982 – Avskedet
- 1990 – Flickan från tändsticksfabriken
- 1990–1991 – I Mumindalen (TV-serie) (röst)
- 1992 – Kometen kommer (röst)
- 1996 – Moln på drift
- 1999 – Juha
- 2002 – Mannen utan minne
- 2011 – Mannen från Le Havre

## Priser och utmärkelser
- 1979 – Jussistatyetten ("bästa kvinnlig huvudroll" i filmen Runoilija ja muusa)
- 1987 – Pro Finlandia-medaljen[4]
- 1991 – Jussistatyetten ("bästa kvinnliga biroll" i filmen Flickan från tändsticksfabriken)
- 1997 – Jussistatyetten ("bästa kvinnliga biroll" i filmen Moln på drift)
- 2012 – Jussistatyetten ("bästa kvinnliga biroll" i filmen Mannen från Le Havre)